# Juan Nepomuceno Rosains
Juan Nepomuceno Rosains (San Juan de los Llanos, Nueva España, 13 de febrer, 1782 - Puebla de los Ángeles, Mèxic, 16 d'octubre, 1830), fou un advocat i militar insurgent, que va combatre durant la guerra de la independència de Mèxic junt amb José María Morelos.
De família acomodada, va rebre una acurada educació i va seguir la carrera de lleis. En esclatar la guerra del Francès es va posar al capdavant de 700 homes, i va ser secretari de Morelos. Amb aquest caràcter assistit al Congrés de Chilpancingo, i després fou nomenat cap dels exèrcits independentistes de Veracruz. Va tenir algunes diferències amb altres patriotes, entre ells amb el guerriller Antonio Martinez, a qui va fer matar, i sobretot amb Rayón, fins al punt que el Congrés va haver d'intervenir a lliurar el comandament al brigadier Arroyave; però Rosains, en comptes d'obeir, va ordenar l'afusellament de l'esmentat brigadier (21 de desembre de 1814), i va cometre tals excessos que al lloc on es complien les execucions que ordenava se'l va anomenar Palma del Terror.
Els caps independents que tenien el seu camp d'operacions a Veracruz es van aliar contra el rebel i el van reduir a la presó (1815), però Rosains va aconseguir escapolir-se; acollit a un indult, es va establir a Puebla. Va oferir després els seus serveis a Itúrbide, però no va prendre part activa en la guerra del Francès. Encara va donar mostres dels seus instints sanguinaris, ja que va cometre més d'un assassinat. El president Guadalupe Victoria, consumada ja la Independència, li va fer atorgar una pensió de 4.000 pesos.
El 1830 es va oposar al pla de Jalapa, per la qual cosa va ser empresonat, i el mateix any va conspirar contra el Govern de Bustamante; descoberta la conspiració, Rosains fou afusellat.